# Japonitata ochracea
Japonitata ochracea es una especie de insecto coleóptero de la familia Chrysomelidae.
Fue descrita científicamente en 2004 por el biólogo japonés Kimoto.